# مسجد وانان
مسجد وانان مربوط به دوره قاجار است و در شهرستان شهرکرد، بخش لاران، دهستان لار، روستای وانان واقع شده و این اثر در تاریخ ۱۳ آبان ۱۳۸۶ با شمارهٔ ثبت ۱۹۷۹۸ به‌عنوان یکی از آثار ملی ایران به ثبت رسیده است.